# Emilia Mårtensson

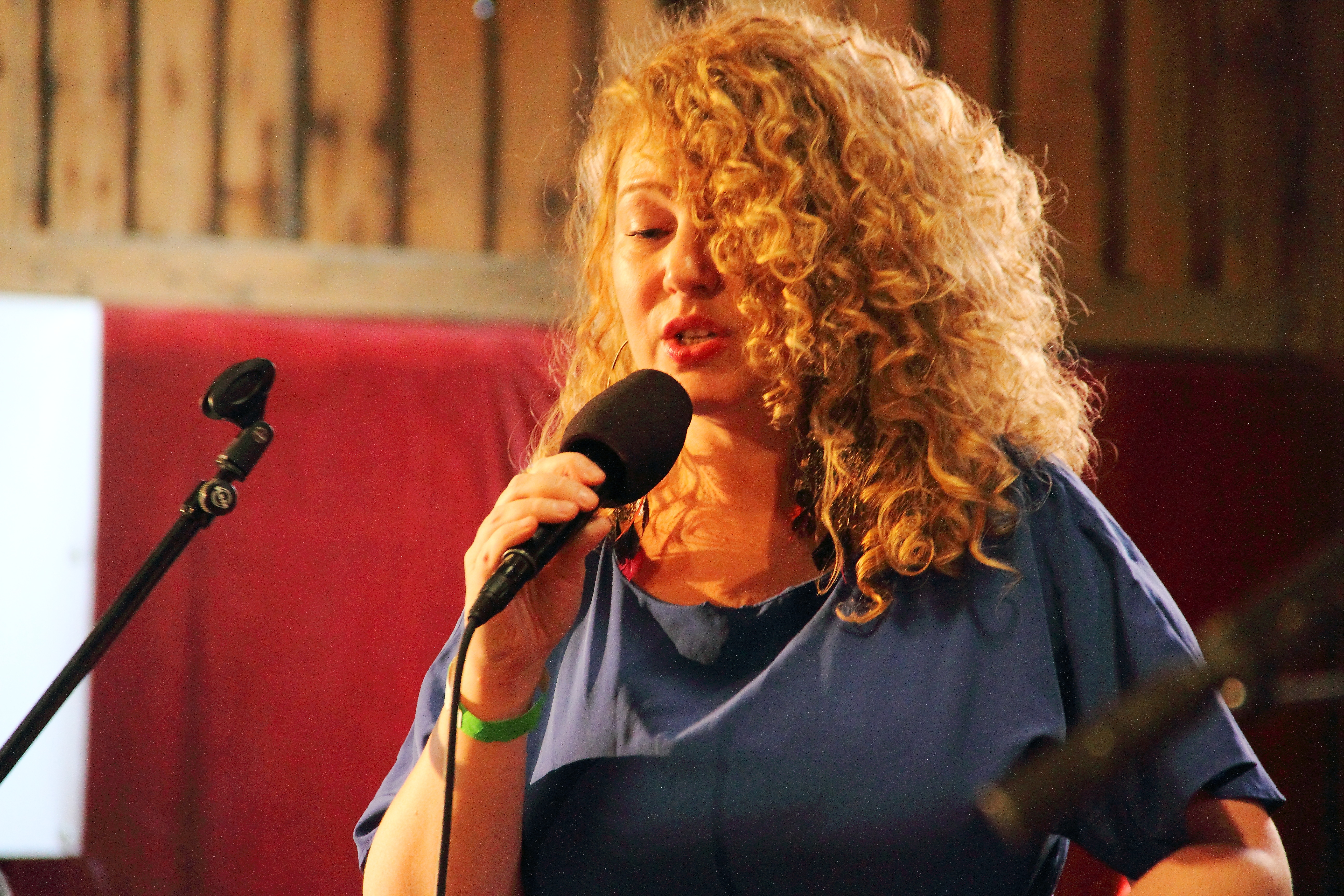
Emilia Mårtensson (2017)

Emilia Mårtensson (* um 1982) ist eine schwedische, in London lebende Jazz- und Weltmusiksängerin.

## Leben und Wirken
Mårtensson, die in Österlen aufgewachsen ist, begann ihre Karriere am Gymnasium von Ystad, nachdem sie dort ein Lehrer für den Jazz begeisterte. Ihre Eltern schufen ihr eigene Auftrittsmöglichkeiten, zunächst im Restaurant der Familie, dann in einem eigenen Jazzclub. Zwischen 2000 und 2007 studierte sie zunächst am Colchester Institute bei Trudy Kerr, dann am Trinity Laban College in London, wo sie den Bachelor mit Auszeichnung machte.
Seit Gründung der Band kam es zu Aufnahmen von Mårtensson mit dem Kairos 4Tet um Adam Waldmann und Ivo Neame, die die Gruppe 2011 zu einem MOBO-Award führten. 2012 wurde sie von der Zeitung The Observer als eines der „neuen Gesichter des britischen Jazz“ entdeckt. 
Mårtensson leitet ihr eigenes Quartett, zunächst mit Pianist Barry Green, Bassist Sam Lasserson und Perkussionist Adriano Adewale, dann mit Gitarrist Luca Boscagin, Trompeter Fulvio Sigurtà und Adriano Adewale; sie veröffentlichte bei Babel Label drei Alben unter eigenem Namen, And So It Goes (2012, im Duo mit Green), Ana (2014) und Loredana (2019). Daneben spielt sie im Elda Trio mit dem slowenischen Akkordeonisten Janez Dovč und Adriano Adewale (gleichnamiges Album 2016 bei Two Rivers Records). Bei den Parliamentary Jazz Awards wurde sie 2016 als „Sängerin des Jahres“ ausgezeichnet. Sie wirkte als Sängerin an Projekten von Sam Crowe und Sara Colman mit und hat sowohl als Sängerin als auch als Komponistin mit Künstlern wie Iain Ballamy, Kit Downes, Jasper Høiby, Soundspecies, Monocled Man sowie Éric Legnini zusammengearbeitet.
Mårtensson ist überdies als Gründerin von Beyond Vocals aktiv, einer Plattform für Sänger mit Interesse an Jazz, Folk, Experimental und Neue Improvisationsmusik. Außerdem unterrichtet sie an der Fakultät des Sligo Jazz Project, hielt mehrere Workshops auf den Jazzfestivals in Ljubljana und Cambridge ab und leitet seit Mitte der 2010er Jahre ihren eigenen Jazzgesang-Sommerkurs in der slowenischen Stadt Izola.